# (10970) de Zeeuw
(10970) de Zeeuw ist ein Asteroid des mittleren Hauptgürtels, der am 29. September 1973 von dem niederländischen Astronomenehepaar Cornelis Johannes van Houten und Ingrid van Houten-Groeneveld entdeckt wurde. Die Entdeckung geschah im Rahmen der 2. Trojaner-Durchmusterung, bei der von Tom Gehrels mit dem 120-cm-Oschin-Schmidt-Teleskop des Palomar-Observatoriums aufgenommene Feldplatten an der Universität Leiden durchmustert wurden, 13 Jahre nach Beginn des Palomar-Leiden-Surveys.
Der Asteroid wurde am 19. Februar 2006 nach dem niederländischen Astronomen Tim de Zeeuw benannt, der wissenschaftlicher Direktor der Sternwarte Leiden war und seit 2007 Generaldirektor der Europäischen Südsternwarte in Chile ist.